# Osmoy-Saint-Valery
Osmoy-Saint-Valery és un municipi francès situat al departament del Sena Marítim i a la regió de Normandia. L'any 2007 tenia 331 habitants.

## Demografia

### Població
| Evolució de la població |      |      |      |      |      |      |      |      |
| 1793                    | 1800 | 1806 | 1821 | 1831 | 1836 | 1841 | 1846 | 1851 |
| 133                     | 135  | 150  | 154  | 607  | 610  | 616  | 613  | 572  |

| 1856 | 1861 | 1866 | 1872 | 1876 | 1881 | 1886 | 1891 | 1896 |
| ---- | ---- | ---- | ---- | ---- | ---- | ---- | ---- | ---- |
| 542  | 526  | 504  | 464  | 505  | 520  | 477  | 486  | 478  |

| 1901 | 1906 | 1911 | 1921 | 1926 | 1931 | 1936 | 1946 | 1954 |
| ---- | ---- | ---- | ---- | ---- | ---- | ---- | ---- | ---- |
| 419  | 450  | 441  | 413  | 442  | 415  | 420  | 433  | 400  |

| 1962 | 1968 | 1975 | 1982 | 1990 | 1999 | 2006 | 2011 | 2016 |
| ---- | ---- | ---- | ---- | ---- | ---- | ---- | ---- | ---- |
| 360  | 324  | 332  | 293  | 299  | 310  | 328  | 333  | -    |

| 2019 | - | - | - | - | - | - | - | - |
| ---- | - | - | - | - | - | - | - | - |
| -    | - | - | - | - | - | - | - | - |

El 2007 la població de fet d'Osmoy-Saint-Valery era de 331 persones. Hi havia 136 famílies de les quals 28 eren unipersonals (16 homes vivint sols i 12 dones vivint soles), 56 parelles sense fills, 44 parelles amb fills i 8 famílies monoparentals amb fills.
La població ha evolucionat segons el següent gràfic:
Habitants censats

### Habitatges
El 2007 hi havia 165 habitatges, 136 eren l'habitatge principal de la família, 26 eren segones residències i 3 estaven desocupats. Tots els 165 habitatges eren cases. Dels 136 habitatges principals, 112 estaven ocupats pels seus propietaris, 23 estaven llogats i ocupats pels llogaters i 1 estava cedit a títol gratuït; 6 tenien dues cambres, 26 en tenien tres, 30 en tenien quatre i 74 en tenien cinc o més. 17 habitatges disposaven pel capbaix d'una plaça de pàrquing. A 69 habitatges hi havia un automòbil i a 57 n'hi havia dos o més.

### Piràmide de població
La piràmide de població per edats i sexe el 2009 era:
| Homes | Edats   | Dones |
| ----- | ------- | ----- |
| 0     | 95 o +  | 0     |
| 0     | 90 a 94 | 4     |
| 0     | 85 a 89 | 0     |
| 0     | 80 a 84 | 0     |
| 4     | 75 a 79 | 8     |
| 8     | 70 a 74 | 8     |
| 16    | 65 a 69 | 8     |
| 20    | 60 a 64 | 4     |
| 4     | 55 a 59 | 20    |
| 4     | 50 a 54 | 4     |
| 4     | 45 a 49 | 12    |
| 8     | 40 a 44 | 4     |
| 12    | 35 a 39 | 8     |
| 12    | 30 a 34 | 8     |
| 16    | 25 a 29 | 12    |
| 8     | 20 a 24 | 16    |
| 0     | 15 a 19 | 4     |
| 4     | 10 a 14 | 16    |
| 4     | 5 a 9   | 12    |
| 8     | 0 a 4   | 12    |

## Economia
El 2007 la població en edat de treballar era de 210 persones, 156 eren actives i 54 eren inactives. De les 156 persones actives 147 estaven ocupades (79 homes i 68 dones) i 9 estaven aturades (3 homes i 6 dones). De les 54 persones inactives 23 estaven jubilades, 17 estaven estudiant i 14 estaven classificades com a «altres inactius».

### Ingressos
El 2009 a Osmoy-Saint-Valery hi havia 130 unitats fiscals que integraven 330 persones, la mediana anual d'ingressos fiscals per persona era de 16.320 €.

### Activitats econòmiques
Dels 9 establiments que hi havia el 2007, 2 eren d'empreses de fabricació d'altres productes industrials, 4 d'empreses de construcció, 1 d'una empresa de transport, 1 d'una empresa financera i 1 d'una empresa immobiliària.
Dels 4 establiments de servei als particulars que hi havia el 2009, 1 era una fusteria, 1 lampisteria, 1 electricista i 1 empresa de construcció.
L'any 2000 a Osmoy-Saint-Valery hi havia 16 explotacions agrícoles que ocupaven un total de 1.364 hectàrees.

## Equipaments sanitaris i escolars
El 2009 hi havia una escola elemental integrada dins d'un grup escolar amb les comunes properes formant una escola dispersa.

## Poblacions més properes
El següent diagrama mostra les poblacions més properes.